# Grinder
Grinder este o localitate din comuna Grue, provincia Hedmark, Norvegia.